# Noël Vantyghem
Noël Vantyghem , né le 9 octobre 1947 à Ypres et mort le 10 juin 1994 à La Panne, est un coureur cycliste professionnel belge. Il a notamment remporté Paris-Tours en 1972.

## Palmarès

### Palmarès amateur
- 1965
  - Circuit Mandel-Lys-Escaut juniors
- 1968
  -  Champion de Belgique sur route amateurs
  - Gand-Staden
  - 2e étape de la Course de la Paix
  - 2e étape du Tour de Grèce
  - 2e du Zesbergenprijs Harelbeke
  - 2e du Tour de Grèce
  - 3e du Circuit Het Volk amateurs
  - 3e de la Course des chats

### Palmarès professionnel
- 1969
  - Circuit du Sud-Ouest (Omloop van het Zuidwesten)
  - Circuit du Houtland-Torhout
  - Gullegem Koerse
  - 2e du Grand Prix d'Isbergues
  - 2e de Kuurne-Bruxelles-Kuurne
  - 3e du Circuit des monts du sud-ouest
- 1970
  - Circuit du Port de Dunkerque
  - Circuit de la région linière
  - Circuit des frontières
  - Grand Prix de Fourmies
  - Grand Prix Raf Jonckheere
  - Circuit des Trois Provinces (Avelgem)
  - 2e de la Flèche côtière
  - 2e de la Coupe Sels
  - 2e du Grand Prix de Péruwelz
- 1971
  - 2e étape du Tour d'Indre-et-Loire
  - 2e de la Gullegem Koerse
  - 3e du Tour des onze villes
  - 3e du Circuit Het Volk
  - 3e du Grand Prix Marcel Kint
- 1972
  - 2e étape des Quatre Jours de Dunkerque
  - Coupe Sels
  - Paris-Tours
  - Circuit des frontières
  - Grand Prix Raf Jonckheere
  - 2e de À travers la Belgique
  - 2e du Grand Prix de la ville de Zottegem
  - 3e du Circuit des Ardennes flamandes - Ichtegem
  - 3e du Grand Prix de Francfort
  - 3e de la Flèche côtière
  - 3e de Renaix-Tournai-Renaix
  - 3e du Grand Prix de Fourmies
  - 3e du Grand Prix de Péruwelz
- 1973
  - Nokere Koerse
  - Flèche côtière
- 1974
  - 3e du Circuit des monts du sud-ouest

## Résultats sur les grands tours

### Tour d'Espagne
1 participation 
- 1969 : abandon (7e étape)